# Forte del Gran Serin
Il Forte del Gran Serin o Batteria del Gran Serin è una fortificazione costruita verso la fine del XIX secolo per difendere le frontiere nord-occidentali, posta lungo la strada dell'Assietta nei pressi del Colle dell'Assietta.
La batteria si sviluppa in lunghezza a cavallo dei 2.600 metri di quota, offrendo postazioni di artiglieria, caserme comprensive di scuderie per un totale che poteva arrivare a 850 militari e una polveriera, il tutto protetto da un lungo muro. La postazione copriva col suo tiro dalla cima dell'Assietta fino al Monte Gran Costa, coprendo il vallone di Galambra, il Niblè, la cima Quattro Denti e la bassa val Cenischia. Ad oggi, la struttura è in rovina e manca parte del muro.